# Christian Hildebrand (Philosoph)
Christian Hildebrand, auch (latinisiert) Christianus Hildebrandus (* 25. Dezember 1638 in Rügenwalde, Pommern; † 2. August 1712 in Rostock) war ein deutscher Philosoph, Hochschullehrer und Rektor.

## Leben
Christian Hildebrand wurde 1638 in Rügenwalde geboren. Seine Eltern waren der Küchen- und Kellermeister des Herzogs Bogislaw XIV. von Pommern, Jakob Hildebrand und dessen Frau Katharina Nisen. Nach dem Schulbesuch in Rügenwalde, Stolp und am Pädagogium in Stettin studierte er ab 1661 Theologie an der Universität Königsberg. Ab 1662 fungierte er als Hofmeister der Söhne des polnischen Hofjägermeisters von Müllenheim, war 1663 Sekretär des Schwedischen Gesandten Graf Dohna und ab 1664 in Colberg Hofmeister weiterer adliger Söhne.
1666 sollte er in Kiel im Hause des Professors Caspar March die Erziehung holsteinischer Adelssöhne leiten. Auf der Durchreise blieb er jedoch in Rostock und übernahm hier die Erziehung der Söhne des Jakob Sebastian Lauremberg, Professor an der Universität Rostock. Daneben war er ab diesem Jahr an der Philosophischen Fakultät der Universität Rostock eingeschrieben. 1667 begleitete er den von der Rostocker Marienkirche an die Altstädtische Kirche in Königsberg berufenen Pastor Dr. Georg Damm, um ihn dort während dessen Krankheit zu vertreten. Am 13. Oktober 1668 erfolgte in Rostock die Promotion zum Magister artium und am selben Tag die Heirat mit Gertrud Lauremberg (1629–1705), Tochter des Professors Peter Lauremberg und dessen Frau Margarethe Carmon (1599–1671) und eine Schwester Jak. Seb. Laurembergs.
Sein durch das vertretungsweise Predigen erworbener Ruf brachte ihm 1669 die Aufforderung, als Hofprediger und Beichtvater der Königin Hedwig Eleonore nach Schweden zu gehen. Am 5. April 1677 wurde er an die Rostocker Philosophische Fakultät berufen als herzoglicher ordentlicher Professor der Logik. Als Nachfolger von Franz Wolff hatte er diese Professur bis zu seinem Tode inne. In seiner Amtszeit war er achtzehnmal Dekan der Philosophischen Fakultät und in den Jahren 1686 und 1702 Rektor der Universität. Nach dem Tod Heinrich Dringenbergs wurde er 1687 Senior der Fakultät und nach dem Tod Andreas Habichhorsts 1704 auch Senior der Universität.
Seit 1699 schwer an Scorbut leidend, verstarb er am 2. August 1712 in Rostock. Die Trauerrede der Universität wurde von Johannes Fecht gehalten, die der Philosophischen Fakultät von Karl Arnd.